# Euphytica
Euphytica is een internationaal, aan collegiale toetsing onderworpen wetenschappelijk tijdschrift op het gebied van de tuinbouw en plantkunde. Het wordt uitgegeven door Springer Science+Business Media en verschijnt 18 keer per jaar.